# 卡里·埃洛兰塔
卡里·埃洛兰塔（芬蘭語：Kari Eloranta，1956年2月29日—），芬兰男子冰球运动员。他曾代表芬兰参加1980年、1988年和1992年冬季奥林匹克运动会冰球比赛，获得一枚银牌。